# Rhaconotus numitor
Rhaconotus numitor är en stekelart som beskrevs av Nixon 1941. Rhaconotus numitor ingår i släktet Rhaconotus och familjen bracksteklar. Inga underarter finns listade i Catalogue of Life.